# Hervé Sand
Pour les articles homonymes, voir Sand.
Hervé Sand est un acteur français né le 12 février 1937 dans le 16e arrondissement de Paris où il est mort le 5 juillet 1976. Pensionnaire de la Comédie-Française à deux reprises (1961-1962 et 1971-1976), il est surtout connu pour son rôle de Chéri-Bibi dans le feuilleton télévisé éponyme des années 1970.

## Biographie

### Jeunesse et études
Hervé Sand suit durant deux ans les cours d'art dramatique de Maurice Escande puis devance l'appel et s'engage dans la Marine. De retour en 1958, il entre au Conservatoire et y demeure trois ans où il fut successivement dans la classe de René Simon et de Robert Manuel. Encore élève, il fait ses premiers pas, dans un rôle de figuration, au sein de la compagnie Renaud-Barrault dans le Soulier de satin. Il obtient deux premiers prix en 1961. L'un, classique, avec Le Divorce de Regnard, l'autre, moderne avec Les affaires sont les affaires d'Octave Mirbeau. Son premier pseudonyme est « Sandry ».

### Comédie-Française
En 1961, il entre à la Comédie-Française et la quitte un an après, mécontent de peu y jouer. Il y retournera comme pensionnaire en 1971. Entre-temps, il joue au théâtre, à la télévision (il fut Chéri-Bibi dans le feuilleton télévisé des années 1970) et au cinéma.

### Mort
En 1976, il meurt à l'âge de 39 ans des suites d'un cancer alors que son nom figure dans la distribution de Cyrano de Bergerac et Maître Puntila et son valet Matti à la Comédie-Française. Il devait aussi tourner dans Mado de Claude Sautet et la suite de Chéri-Bibi…

## Théâtre

### Hors Comédie-Française
- 1956 : L'Eunuque… ou Comment on échappe au pire de Jean-Simon Prevost, mise en scène de l'auteur, Comédie de Paris, théâtre de Créations françaises
- 1958 : Le Soulier de satin de Paul Claudel, mise en scène Jean-Louis Barrault, théâtre du Palais-Royal
- 1958 : Le Bossu d'après Paul Féval, adaptation Guy Haurey, mise en scène Jacques Dacqmine, théâtre de l'Apollo
- 1958 : Prométhée 48 de Roger Garaudy, théâtre de l'Apollo
- 1959 : La Mort de Danton de Georg Büchner, mise en scène Jean Vilar, TNP théâtre de Chaillot
- 1959 : La Descente d'Orphée de Tennessee Williams, mise en scène Raymond Rouleau, théâtre de l'Athénée
- 1959 : Bidule de Marc-Cab et Jean Valmy, mise en scène Robert Manuel, théâtre de l'Européen
- 1960 : Erik XIV d'August Strindberg, mise en scène Jean Vilar, TNP théâtre de Chaillot, Festival d'Avignon
- 1960 : L'École des femmes de Molière, mise en scène Jean Meyer, théâtre du Palais
- 1962 : Le Timide au palais, mise en scène René Dupuy, théâtre Gramont
- 1962 : Le Médecin malgré lui de Molière, mise en scène François Gir
- 1962 : Androclès et le Lion de George Bernard Shaw, Plein Feux de Paris dans le cadre du théâtre antique de Vaison-la-Romaine
- 1962 : La Florentine de Jean Canolle d'après La Mandragore de Nicolas Machiavel, Plein Feux de Paris dans le cadre du théâtre antique de Vaison-la-Romaine
- 1962 : Amphitryon de Molière, Plein Feux de Paris dans le cadre du théâtre antique de Vaison-la-Romaine
- 1962 : Malbrough s'en va-t-en guerre de Marcel Achard, Plein Feux de Paris dans le cadre du théâtre antique de Vaison-la-Romaine
- 1963 : Les Joyeuses Commères de Windsor de William Shakespeare, Festival d’Angers
- 1963-1964 : Spécial Dernière de Ben Hecht et Mac Arthur, adaptation de Jacques Deval, mise en scène de Pierre Mondy, tournée Galas Karsenty
- 1965 : Après la chute d’Arthur Miller, mise en scène Luchino Visconti, théâtre du Gymnase
- 1965-1966 : Madame Princesse de Félicien Marceau, mise en scène de l'auteur, théâtre du Gymnase puis théâtre des Célestins
- 1966 : Les Loups de Romain Rolland, théâtre de la Région parisienne (TRP)
- 1967 : Le Revizor de Nicolas Gogol, mise en scène Edmond Tamiz, Comédie de Saint-Étienne puis théâtre de l'Est parisien
- 1969 : Le Contrat de Francis Veber, mise en scène Pierre Mondy, théâtre du Gymnase
- 1969 : La Résistible Ascension d'Arturo Ui de Bertolt Brecht, mise en scène Georges Wilson, TNP théâtre de Chaillot
- 1970 : Opérette de Witold Gombrowicz, mise en scène Jacques Rosner, TNP théâtre de Chaillot
- 1970 : Le Diable et le Bon Dieu de Jean-Paul Sartre, mise en scène Georges Wilson, Cour d'Honneur du Palais des papes Festival d'Avignon, TNP théâtre de Chaillot
- 1971 : Les Anges meurtriers de Conor Cruise O'Brien, mise en scène Joan Littlewood, théâtre de Chaillot

### À la Comédie-Française
- 1961 : Ruy Blas de Victor Hugo, mise en scène Raymond Rouleau, Comédie-Française
- 1961 : Port-Royal d'Henry de Montherlant, mise en scène Jean Meyer, Comédie-Française
- 1961 : Un fil à la patte de Georges Feydeau, mise en scène Jacques Charon, Comédie-Française
- 1961 : Le Dépit amoureux de Molière, mise en scène Robert Manuel, Comédie-Française
- 1961 : La Station Champbaudet d'Eugène Labiche, mise en scène Jean Meyer, Conservatoire national supérieur d'art dramatique
- 1961 : La Bonne Mère de Jean-Pierre Claris de Florian, mise en scène Maurice Escande, Comédie-Française au théâtre de Paris

- 1961 : Monsieur de Pourceaugnac de Molière, mise en scène Jean Meyer, Comédie-Française
- 1962 : Il ne faut jurer de rien d'Alfred de Musset, mise en scène de Jean Piat, Comédie-Française

- 1962 : La Reine morte d'Henry de Montherlant, mise en scène Pierre Dux, Comédie-Française
- 1962 : Les Précieuses ridicules de Molière, mise en scène de Robert Manuel, Comédie-Française
- 1962 : Le Misanthrope de Molière, mise en scène de Pierre Dux, Comédie-Française
- 1962 : Le Retour imprévu de Jean-François Regnard, mise en scène Jean-Paul Roussillon, Comédie-Française au théâtre de Paris

- 1962 : La Fourmi dans le corps de Jacques Audiberti, mise en scène André Barsacq, Comédie-Française

- 1971 : Amorphe d'Ottenburg de Jean-Claude Grumberg, mise en scène Jean-Paul Roussillon, Comédie-Française au théâtre national de l'Odéon
- 1971 : Pollufission 2000 d'Éric Westphal, mise en scène André Reybaz, Comédie-Française au Petit Odéon (théâtre national de l'Odéon)
- 1972 : Volpone de Jules Romains et Stefan Zweig, mise en scène Gérard Vergez, Comédie-Française au théâtre national de l'Odéon
- 1972 : Richard III de William Shakespeare, mise en scène Terry Hands, Comédie-Française (salle Richelieu) et Festival d'Avignon
- 1972 : Œdipe roi, Œdipe à Colone de Sophocle, mise en scène Jean-Paul Roussillon, Comédie-Française (salle Richelieu) et Festival d'Avignon
- 1972 : Antigone de Bertolt Brecht, mise en scène Jean-Pierre Miquel, Comédie-Française au théâtre national de l'Odéon
- 1973 : Le Médecin volant de Molière, mise en scène Francis Perrin, Comédie-Française (salle Richelieu)
- 1973 : Un fil à la patte de Georges Feydeau, mise en scène Jacques Charon, Comédie-Française (salle Richelieu)
- 1973 : La Soif et la Faim d'Eugène Ionesco, mise en scène Jean-Marie Serreau, Comédie-Française au théâtre national de l'Odéon
- 1974 : Humour, rire et sourire réalisé par Antoine Blondin, présentation de Louis Arbessier, Comédie-Française au théâtre Marigny
- 1974 : La Nostalgie, Camarade de François Billetdoux, mise en scène Jean-Paul Roussillon, Comédie-Française au théâtre national de l'Odéon
- 1974 : L'Impromptu de Marigny de Jean Poiret, mise en scène Jacques Charon, Comédie-Française (salle Richelieu)
- 1975 : L'Idiot de Gabriel Arout d'après Fiodor Dostoïevski, mise en scène Michel Vitold, Comédie-Française au théâtre Marigny

## Filmographie

### Cinéma
- 1963 : Le Feu follet de Louis Malle : un livreur des Galeries Lafayette
- 1968 : Ho ! de Robert Enrico : un gardien de prison
- 1968 : San-Antonio : Béru et ces dames de Guy Lefranc : le faux jardinier
- 1969 : Les Choses de la vie de Claude Sautet : le camionneur
- 1970 : Dernier Domicile connu de José Giovanni : Gravel, un policier
- 1971 : Laisse aller... c'est une valse ! de Georges Lautner: un pompiste
- 1971 : Où est passé Tom ? de José Giovanni : un policier
- 1972 : La Scoumoune de José Giovanni : le racketteur
- 1972 : César et Rosalie de Claude Sautet : Georges, un ami
- 1974 : Le Retour du Grand Blond d'Yves Robert : Prince, un tueur
- 1974 : Les Suspects de Michel Wyn

### Télévision

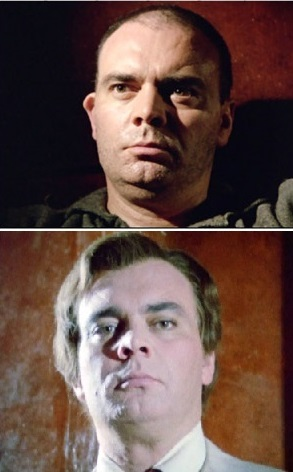
Hervé Sand dans la série télévisée Chéri-Bibi en bagnard (haut) puis en marquis (bas)

- 1958 : animation de la soirée de Noël à l'ORTF
- 1959 : Le Juge de Malte de Bernard Hecht
- 1961 : Tout pour les dames d'Henri Meilhac et Ludovic Halévy, réalisation de René Ducaux : Isidore
- 1961 : La caméra explore le temps : Les Templiers de Stellio Lorenzi : Guy Dauphin
- 1961 : Le Cocu magnifique de Molière, réalisation de Pierre Badel : le bouvier
- 1961 : Bon voyage Auguste de A. Gilles : 3ème Marsien
- 1961 : Cyclone de Simon Gantillon, réalisation de Roland-Bernard : le bordelais
- 1961 : Le Parc de M. Ayats (31 décembre)
- 1962 : Le Théâtre de la jeunesse : L'Auberge de l'Ange gardien de Marcel Cravenne : Bournier (le cadet)
- 1962 : La Chasse de René Lucot dans le cadre de « Promouvoir l’enseignement du Français par la télévision » : le forgeron
- 1963 : Dernier Amour d'André Josset, réalisation de Georges Folgoas : Athanaël
- 1963 : Le Roi de la fête de René Lucot, d'après la pièce de Claude-André Puget : Zwirbi
- 1963 : Le Matériel humain de Gilbert Pineau
- 1963 : Siegfried de Marcel Cravenne : Le Schupo
- 1964 : Le Médecin malgré lui de Molière, réalisation de François Gir : Lucas
- 1964 : Les Hommes d'Albert Riéra : Uthury
- 1964 : Commandant X de Jean-Paul Carrère : Ludo
- 1964 : L'École de la médisance de François Gir, d'après la pièce de  Sheridan : Piejac
- 1965 : Ce soir, on égratigne, émission de Jean Amadou
- 1965 : Série L’Histoire pittoresque : Le Printemps de la liberté de Jean Pignol, une émission d'Henri Kubnick : Danton
- 1966 : Les Parisiennes de Paris, épisode L’Amour et l’Échafaud d'André Teisseire : Danton
- 1966 : La caméra explore le temps : les Cathares de Stellio Lorenzi : Guy de Montfort
- 1966 : La Grande Peur dans la montagne de Pierre Cardinal : Romain
- 1967 : La Princesse du rail d'Henri Spade : le chauffeur Claudius
- 1968 : Les Joueurs de René Lucot, d'après la pièce de Nicolas Gogol : un Valet (Cavriouchka)
- 1968 : Quelques roses de Claude-Jean Bonnardot : le patron du bar
- 1968 : La Campagne d’Italie de Pierre Cardinal d'après Michel Mohrt : Isaïa
- 1968 : Le Théâtre de la jeunesse : Le Capitaine Fracasse de Philippe Joulia d'après Théophile Gautier : Marquis de Bruyères
- 1968 : L'Esprit et la Lettre, épisode La Beauté sur la terre de Pierre Cardinal d'après Charles Ferdinand Ramuz : le savoyard
- 1968 : La Maison des autres de Jean Archimbaud d'après Bernard Clavel : le chef pâtissier
- 1968 : Lélia ou la Vie de George Sand d'Henri Spade d'après André Maurois : Hippolyte
- 1968 : L'Homme du Picardie de Jacques Ertaud : patron Entonnoir
- 1968 : Jacquou le Croquant de Stellio Lorenzi : le brigadier
- 1969 : Jean-Roch Coignet, feuilleton de Claude-Jean Bonnardot : M. Potier
- 1969 : La Maison frontière d'Henri Spade : le capitaine
- 1969 : Crime et Châtiment de Stellio Lorenzi : Illia Petrovitch
- 1969 : SOS fréquence 17, épisode Alerte générale de Claude Boissol : Michel
- 1969 : C’est Noël de Philippe Joulia
- 1969 : Les Quartiers de Paris, épisode Clio dans le métro / Station Opéra de René Lucot
- 1970 : Les Quartiers de Paris, épisode Saint-Sulpice de Lazare Iglésis
- 1970 : L'Insurgé de Jules Vallès, réalisation de Françoise Verny et Claude Santelli : Rouiller
- 1970 : La Quatrième Dimension de Guy Haurey, réalisation d'Henri Spade
- 1972 : Les Fossés de Vincennes, téléfilm de Pierre Cardinal : Georges Cadoudal
- 1972 : Petite flamme dans la tourmente de Sinbard : Sinbard
- 1973 : Les Enquêtes du commissaire Maigret, épisode Maigret et la Jeune Morte de Claude Boissol : le médecin légiste
- 1973 : Antigone de Jean-Paul Carrère : 1er Anciens
- 1973 : Témoignages : L'Affaire Villacieuse de Pierre Mondy : Quoquempoix (1 épisode)
- 1974 : Chéri-Bibi de Jean Pignol : Chéri-Bibi et Marquis du Touchais
- 1975 : Saint-Just et la Force des choses de Pierre Cardinal : Danton

## Discographie
- 1970 : Les Nouvelles Aventures d'Ivanhoë, vol. 2 : Ivanhoé contre Robin des bois de Guy Lafarge - disque 45t RCA
- 1970 : Les Nouvelles Aventures d'Ivanhoë, vol. 3 : Ivanhoé trompe la mort de Guy Lafarge - 45t RCA
- 1970 : Les Nouvelles Aventures d'Ivanhoë, vol. 4 : Le jugement de Dieu de Guy Lafarge - 45t RCA